# Rizza von Koblenz

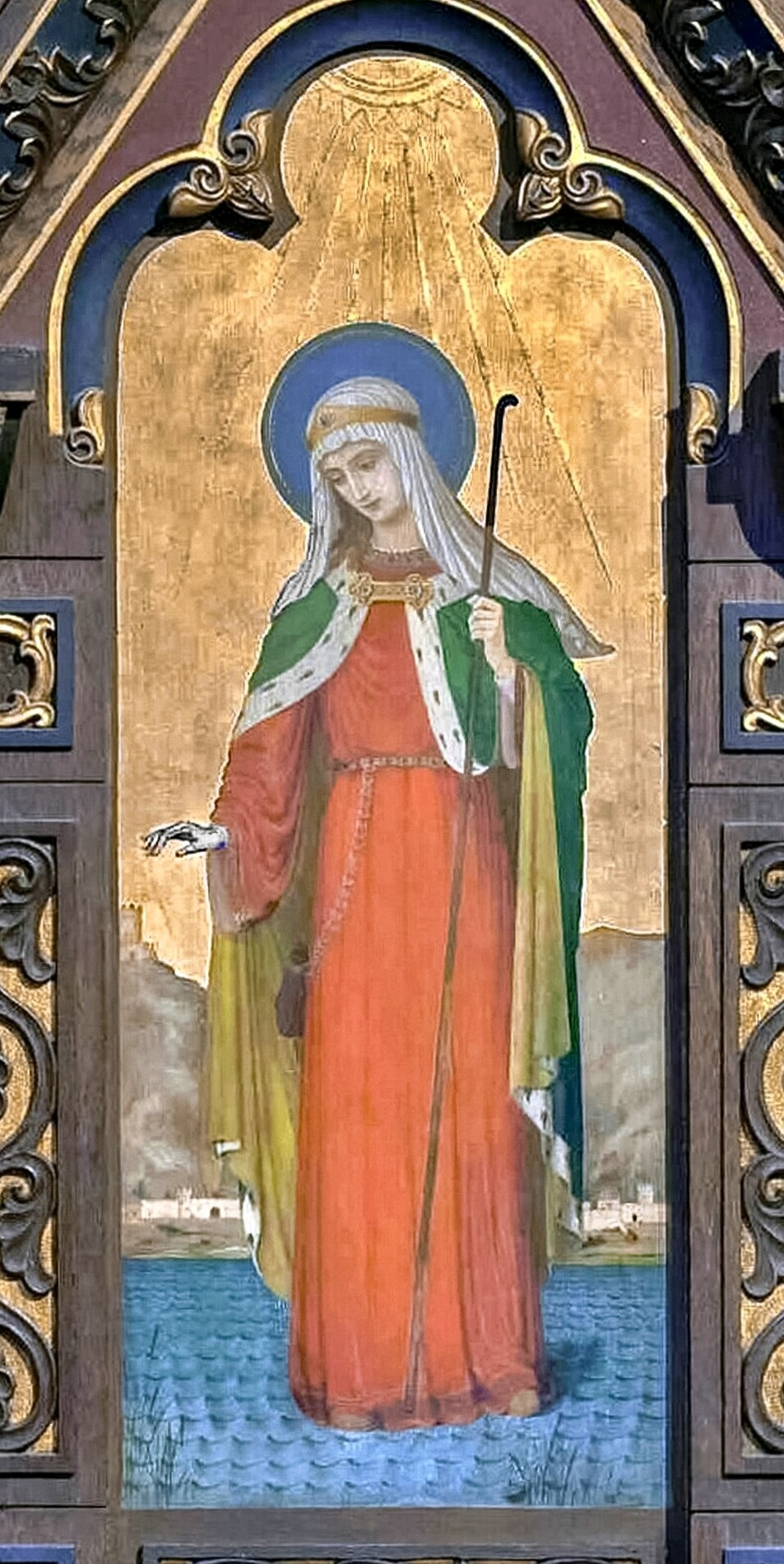
Rizza überquert den Rhein bei Ehrenbreitstein

Die selige Rizza, auch Ritza, lebte im 10. oder 11. Jahrhundert in Koblenz im heutigen Rheinland-Pfalz. Ihr Gedenktag ist der 30. August.

## Legenden
Rizza soll der Sage nach eine Tochter Ludwigs des Frommen gewesen sein. Überliefert ist, dass sie aus adligen Verhältnissen stammte. Ihr Vermögen soll sie für wohltätige Zwecke gespendet haben. So überließ sie dem Kastor-Stift zu Koblenz den ehemaligen Hofbesitz in Kobern. Dem Volksglauben nach soll eine seit der Kindheit gelähmte Frau durch ihre Fürsprache geheilt worden sein. Weiterhin wird erzählt, dass sie den Rhein regelmäßig zu Fuß überquert habe, um zur Messe in die Kastorkirche zu gelangen. Während eines starken Sturms benutzte sie einen Weinbergpfahl, um hinüberzugelangen, wobei sie zu ertrinken drohte. Erst als sie neues Gottvertrauen gewann und den Pfahl wegwarf, kam sie lebendig an das gegenüberliegende Ufer.

## Seligsprechung
Nach der Beerdigung Rizzas in der Kastorkirche sollen Wunder an ihrem Grab beobachtet worden sein. Aus diesem Grund baten die Bürger der Stadt Koblenz am 27. März 1265 den Papst, sie als ihre Stadtpatronin heiligzusprechen. 1275  wurde sie von Papst Gregor X. seliggesprochen. Auch wurde die Stadt beauftragt, einen Reliquienschrein anzufertigen.

## Reliquien

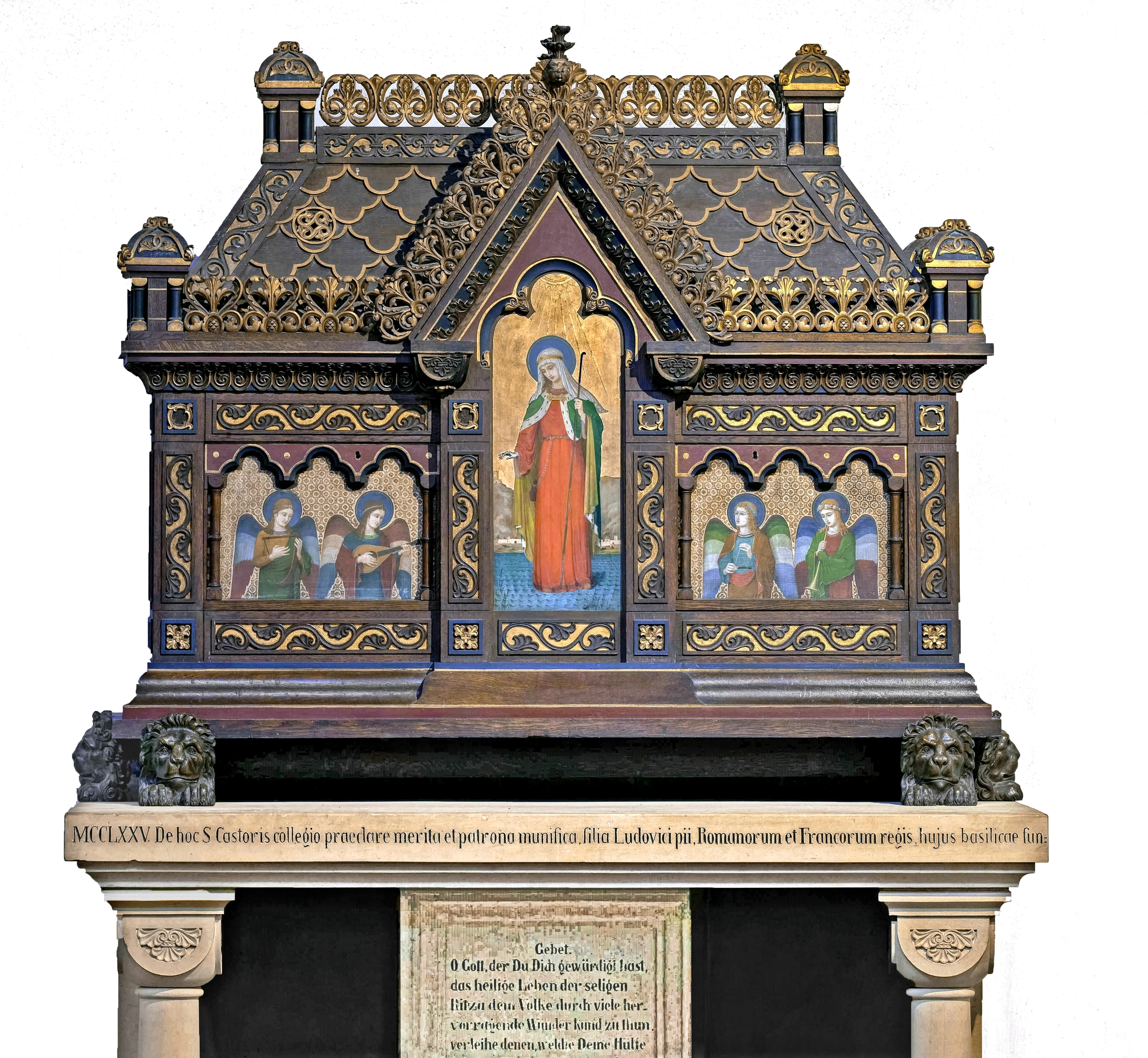
Der Rizza-Schrein in der Kastor-Kirche.

Der mittelalterliche Reliquienschrein aus dem 13. Jahrhundert ist nicht mehr vorhanden. Der aktuelle Schrein stammt aus dem Jahr 1906. Früher stand dieser mittig in der Kirche, während der neue Schrein seitlich an der Wand steht. Den hölzernen Rizza-Schrein zimmerte der Koblenzer Kunstschreiner Meyer. Die Bilder des Schreins malte im Jahre 1906 ein Mönch von Maria Laach. Im linken Flügel des Schreins ist die Schädeldecke der seligen Rizza aufbewahrt. Auf dem großen Bild in der Mitte des Schreins geht die Selige über Wasser, um zur Messe zu gelangen. Im rechten Flügel des Schreins ist das Haupt des heiligen Kastor aufbewahrt.